# Верини
Вери́ни — село в Україні, у Шептицькому районі Львівської області.

## Про назву села
Колись у Західній Україні проживали давні булгари, предки сучасних чувашів, тому, можливо, назва села має булгарське походження. В чуваській мові є слово вěрене «клен». Напевно, колись кленів у селі було багато, тому село і отримало таку назву. Тепер чуваші заселяють місця, далекі від Веринів, але їхні предки залишили в Західній Україні після себе назви багатьох населених пунктів, таких, як, наприклад, Жукотин, Верин, Хирів, Гавареччина, Кимир, Кукезів, Куткир, Якторів та багато інших.

## Історія
Верини до 1940 року були присілком села Боянець. Після 1940 року одна частина Верин ввійшла до складу кол.Жовківського району, а друга частина під назвою Верени, до складу кол.Кам'янко-Бузького району.

## Населення

### Мова
Розподіл населення за рідною мовою за даними перепису 2001 року:
| Мова       | Кількість | Відсоток |
| ---------- | --------- | -------- |
| українська | 101       | 100%     |